# Ha Mei Tsui
Ha Mei Tsui (kinesiska: 下尾咀) är en udde i Hongkong (Kina). Den ligger i den centrala delen av Hongkong. Ha Mei Tsui ligger på ön Lamma Island.
Terrängen inåt land är kuperad åt nordost, men åt nordväst är den platt.  Centrala Hongkong ligger 11,8 km norr om Ha Mei Tsui. 